# Alba Planas Menchén
Alba Planas Menchén (Madrid, 10 de setembre del 2000) és una actriu espanyola que es va fer coneguda en el 2018 pel seu paper d'Eva Vázquez Villanueva en la sèrie Skam España. Prèviament, en 2017, va aparèixer en la sèrie de televisió Centro médico.

## Biografia

### Primers anys
Alba va començar a rebre classes d'interpretació als 7 anys, formant-se en diferents escoles d'arts escèniques. Els seus primers passos en el món de la interpretació van ser petits papers en teatre i la pel·lícula L'arbre de la sang, dirigida per Julio Medem, on va compartir rodatge amb Úrsula Corberó o Álvaro Cervantes. Posteriorment, va ser seleccionada entre nombroses adolescents com a protagonista per al paper d'Eva en Skam Espanya.

### Carrera
Alba va donar vida a Eva Vázquez Villanueva a Skam España, protagonista central en la primera temporada de la sèrie, que va continuar protagonitzant en temporades posteriors fins a la fi de la sèrie en 2020. Alhora que continuava amb el seu paper d'Eva en Skam, va protagonitzar diversos curtmetratges. En 2020 va rodar el llargmetratge Por los pelos, de Nacho G. Velilla, i la sèrie Umbra, rodada a Arnedo. En 2021 es va incorporar al repartiment de la primera sèrie original de Starz a Espanya: Express, al costat de Maggie Civantos i Kiti Mánver.. Al maig del mateix any es va incorporar a l'elenc de la sèrie produïda per Prime Video y Mediaset España: Días mejores, on va interpretar a Graci.
Durant l'estiu de 2023, Prime Video va divulgar que protagonitzaria el seu llargmetratge La verge roja, dirigit per Paula Ortiz sobre la vida de Hildegart Rodríguez Carballeira, encarnant al personatge central al costat de Najwa Nimri, Aixa Villagrán, Patrick Criado i Pepe Viyuela..

## Filmografia

### Televisió
| Any       | Títol                   | Personatge             | Canal       | Notes       |
| --------- | ----------------------- | ---------------------- | ----------- | ----------- |
| 2017      | Centro médico           | Sol                    | TVE         | 1 episodi   |
| 2018-2020 | Skam España             | Eva Vázquez Villanueva | Movistar+   | 38 episodis |
| 2022-2023 | Express                 | Gus Valera Vázquez     | Starzplay   | 16 episodis |
| 2022-2023 | Días mejores            | Graci                  | Prime Video | 18 episodis |
| 2024      | ¿A qué estas esperando? | Ruth                   | Atresplayer | 8 episodis  |

### Cinema
| Any  | Títol              | Personatge                      | Director         |
| ---- | ------------------ | ------------------------------- | ---------------- |
| 2018 | L'arbre de la sang | Rebeca (14 anys)                | Julio Medem      |
| 2022 | Por los pelos      | Aitana                          | Nacho G. Velilla |
| 2024 | La verge roja      | Hildegart Rodríguez Carballeira | Paula Ortiz      |

### Curtmetratges
| Any  | Títol                                      | Personatge | Director         |
| ---- | ------------------------------------------ | ---------- | ---------------- |
| 2018 | Canasta                                    | Aurora     | Gracia Querejeta |
| 2019 | La confianza de mi cabeza entre tus muslos | Lola       | Miguel Carreras  |
| 2020 | 16                                         | Laura      | Ana Lambarri     |